# Eau de parfum
Pour les articles homonymes, voir EDP.

Eau de parfum

Une eau de parfum (EDP) est un parfum moyennement concentré (entre 10 et 12 % de composés aromatiques), contrairement aux véritables parfums qui sont plus forts (entre 20 et 40 %).

## Définition
L’eau de parfum est un type de parfum qui a une meilleure tenue par sa note de fond plus puissante et par son essence plus élevée. Sa fragrance peut tenir sur la peau durant 4 à 6 heures. Ce qui est parfaitement adapté pour être utilisé au quotidien.
Elle a une concentration olfactive plus élevée que l'eau de toilette (généralement entre 10 et 12 %), mais moins forte que les véritables parfums (à partir de 20 %). Mais elles possèdent des notes de fond plus puissantes comme dit précédemment.

## Application
Pour une meilleure tenue, on appliquera l’eau de parfum sur les vêtements, sur les cheveux, mais aussi dans les parties du corps où il y a des points de pulsation comme le cou, la nuque, les chevilles, derrière les oreilles, le décolleté ou les poignets.

## Composition
L'eau de parfum est composée :
- d’alcool à 90 degrés (50 à 60 %) ;
- d’ingrédients aromatiques (15 à 20 %) ;
- de glycérine pour limiter le caractère desséchant de l’alcool et exalter les senteurs des essences.